# 김채원 (2007년)
김채원 (2007년 5월 2일~ )은 대한민국의 가수로  걸그룹 tripleS의 멤버이다.